# Clitocybula lacerata
Clitocybula lacerata är en svampart som först beskrevs av Giovanni Antonio Scopoli, och fick sitt nu gällande namn av Rolf Singer 1952. Enligt Catalogue of Life ingår Clitocybula lacerata i släktet Clitocybula,  och familjen Marasmiaceae, men enligt Dyntaxa är tillhörigheten istället släktet Clitocybula,  och familjen Porotheleaceae. Artens status i Sverige är: Ej påträffad. Inga underarter finns listade i Catalogue of Life.